# 夏威夷男孩
《夏威夷男孩》（日語：ホノカアボーイ），日本電影，改編自吉田玲雄同名文學作品，2009年3月14日於日本上映。日本男星岡田將生首次電影主演，也是模特兒長谷川潤首次參與電影。

## 概要
來自日本的レオ(岡田將生 飾)與女友カオル(蒼井優 飾)來到夏威夷北部的Honokaa小鎮，目的是為了尋找難得一見的自然奇觀Moonbow(月虹)，兩人分手後，レオ便留在當地，在由エデリ(松坂慶子 飾)經營的電影院裡住了下來，替放映師バズ(Chaz Mann 飾)工作；レオ在因緣際會之下認識了古怪的婆婆ビー(倍賞千恵子 飾)，並且受婆婆之邀每天去她家吃飯，而不久後，レオ更認識了迷人而大方的マライア(長谷川潤 飾)，在一連串看似單純的小鎮生活之下，レオ經歷了人生中難忘的一段記憶。

## 出演
- レオ：岡田將生
- ビー：倍賞千恵子
- マライア：長谷川潤
- エデリ：松坂慶子
- バズ：Chaz Mann
- コイチ：喜味こいし
- ジェームス：Tom Suzuki
- カオル：蒼井優
- チャコ：深津繪里
- コイチ的妻子：披岸喜美子
- トム：吉田玲雄
- みずえ：正司照枝
- 醫師：松尾諭
- ケンちゃん：吉田克幸
- 彈琴的小男孩：John Ehrenberg
- 女遊客：　古川りか、小林由梨、岡田茉奈

## 主題曲
「虹が消えるまで」 由 小泉今日子 演唱

作詞：高崎卓馬

作曲、編曲：斉藤和義